# Điểm ba

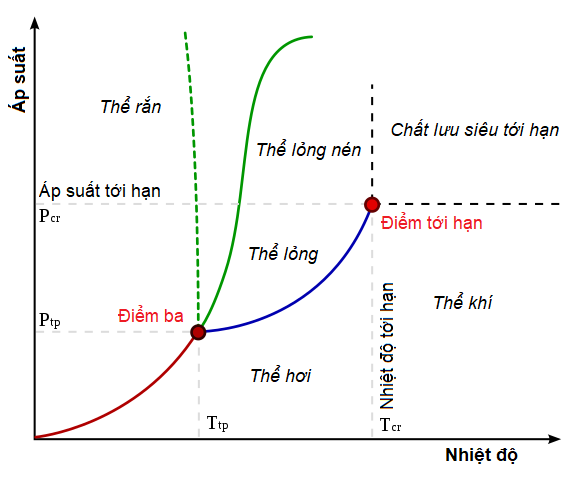
Một biểu đồ pha điển hình. Đường liền nét màu xanh lá cây áp dụng cho hầu hết các chất; đường nét đứt màu xanh lá cây cho thấy đặc tính không bình thường của nước.

Trong nhiệt động lực học, điểm ba của một chất là nhiệt độ và áp suất mà tại đó ba pha (khí, lỏng và rắn) của chất đó cùng tồn tại ở trạng thái cân bằng nhiệt động. Đó là nhiệt độ và áp suất mà tại đó các đường cong thăng hoa, nóng chảy và hóa hơi gặp nhau. Ví dụ, điểm ba của thủy ngân xảy ra ở nhiệt độ −38,8 °C (−37,8 °F) và áp suất 0,165 mPa.

## Điểm ba trạng thái của nước

### Điểm ba chất khí–lỏng–rắn

Đun sôi nước ở 0 °C bằng cách bơm chân không.

Tổ hợp đơn giản của nhiệt độ và áp suất mà ở đó nước, nước đá và hơi nước có thể cùng tồn tại trong trạng thái cân bằng xảy ra ở nhiệt độ 273,16±00001 K và áp suất hơi riêng phần là 611,657 pascal (6,11657 mbar; 0,00603659 atm). Tại điểm này, nó có thể thay đổi toàn bộ chất này thành nước đá, nước hoặc hơi nước bằng cách tạo ra sự thay đổi rất nhỏ về áp suất và nhiệt độ. (Lưu ý rằng áp suất ở đây là áp suất của hơi nước, không phải tổng áp suất của toàn bộ hệ này). Ngay cả khi áp suất tổng của một hệ (system) cao hơn nhiều so với điểm ba của nước, với điều kiện áp suất riêng phần của hơi nước là 611,657 pascal, thì hệ vẫn có thể được đưa đến điểm ba của nước. Nói đúng ra, các bề mặt ngăn cách các pha khác nhau cũng phải phẳng hoàn toàn để triệt tiêu ảnh hưởng của sức căng bề mặt.
Áp suất nhỏ nhất mà nước lỏng có thể tồn tại bằng điểm ba của nước, tại đó các pha khí, lỏng và rắn có thể cùng tồn tại. Ở áp suất dưới điểm ba (như ở ngoài không gian), nước đá khi được nung nóng ở áp suất không đổi sẽ chuyển trực tiếp thành hơi nước trong một quá trình được gọi là thăng hoa. Trên điểm ba, nước đá khi được nung ở áp suất không đổi đầu tiên sẽ tan chảy tạo thành nước lỏng, sau đó bay hơi hoặc sôi để tạo thành hơi nước ở nhiệt độ cao hơn.

### Các pha áp suất cao

Biểu đồ pha của nước bao gồm các dạng băng áp suất cao là băng II, băng III,... Trục áp suất có dạng logarit.

Ở áp suất cao, nước có biểu đồ pha phức tạp với 15 pha băng đã biết và một số điểm ba, trong đó có 10 pha có tọa độ được hiển thị trong biểu đồ. Ví dụ, điểm ba ở 251 K (−22 °C) và 210 MPa (2.070 atm) tương ứng với các điều kiện cùng tồn tại của băng Ih (băng thông thường), băng III và nước lỏng, tất cả đều ở trạng thái cân bằng. Ngoài ra còn có các điểm ba cho sự cùng tồn tại của ba pha rắn, ví dụ như băng II, băng V và băng VI ở 218 K (−55 °C) và 620 MPa (6.120 atm).
Đối với những dạng băng có áp suất cao có thể tồn tại cân bằng với chất lỏng, biểu đồ cho thấy điểm nóng chảy tăng theo áp suất. Ở nhiệt độ trên 273 K (0 °C), việc tăng áp suất lên hơi nước trước tiên sẽ tạo ra nước lỏng và sau đó là dạng băng áp suất cao. Trong phạm vi 251–273 K, băng I được hình thành đầu tiên, tiếp theo là nước lỏng và sau đó là băng III hoặc băng V, tiếp theo là các dạng đặc hơn ở áp suất cao khác.
| Các pha ở trạng thái cân bằng ổn định | Áp suất    | Nhiệt độ           |
| ------------------------------------- | ---------- | ------------------ |
| Nước lỏng, băng Ih, và hơi nước       | 611,657 Pa | 273,16 K (0,01 °C) |
| Nước lỏng, băng Ih, và băng III       | 209,9 MPa  | 251 K (−22 °C)     |
| Nước lỏng, băng III, và băng V        | 350,1 MPa  | −17,0 °C           |
| Nước lỏng, băng V, và băng VI         | 632,4 MPa  | 0,16 °C            |
| Băng Ih, băng II, và băng III         | 213 MPa    | −35 °C             |
| Băng II, băng III, và băng V          | 344 MPa    | −24 °C             |
| Băng II, băng V, và băng VI           | 626 MPa    | −70 °C             |